# Антонюк Михайло Якович
Михайло Якович Антонюк (каз. Михаил Яковлевич Антонюк; 12 березня 1935 — 14 квітня 1993) — почесний художник Казахстану українського походження, монументаліст, член Спілки художників СРСР. Вважається впливовим художником-авангардистом епохи соцреалізму. Михайло Антонюк поєднував елементи кубізму, радянського авангарду та модернізму.
Антонюк був наділеним живописцем, відомим маслом на полотні. Його художній майстерності вдалося виразити власний стиль, хоча ранні роботи свідчать про вплив постімпресіонізму та сезаннізму, наприклад, «Портрет дружини художника». Його художній репертуар пояснюється впливом Академічного мистецтва Тараса Шевченка, імпресіонізмом Анрі Матісса та Вінсента Ван Гога, кубізмом Фернана Леже та Пабло Пікассо та геометричним абстракціонізм Казимира Малевича. Широка художня дискографія Антонюка охоплювала вітражі, мозаїку, техніку інкаустичного нарощування, літографію, змішану техніку та фотографію, окрім спільних робіт з різними радянськими художниками.

За словами Валентина Пака, історика мистецтва та колишнього директора Музею сучасного мистецтва (Казахстан, Астана) (колишній Цілиноград),
…Михайло Якович працював художником над експансивною темою всеосяжної палітри. Величезний вираз у його картини гармонізують із сучасним рухом, тож можна сказати, що його мистецтво — справжній модернізм".

## Раннє життя
Михайло Якович Антонюк народився 12 березня 1935 року в Туличеві Волинського воєводства. Він був найстаршою дитиною простих жителів села Марусі Антонюк та Якова Карповича Антонюка. Талановитий композитор, який грав на декількох інструментах, його батько прищепив Михайлу мистецьку оцінку та любов до рідної природи. Він розвинув уважне розуміння свого оточення, сприйнявши яскраву українську культуру. Михайло Антонюк побачив яскравий колір, і його картини згодом висвітлять усі відтінки веселки. Значення кольорової гармонійної виразності Антонюка, виведеної із традиційного українського фольклору.

### Друга світова війна
У віці 6 років Михайло Антонюк утік із маленькими 3 сестрами та матір'ю до лісу, щоб уникнути спалення свого села Туличів. Під час Другої світової війни він почав малювати лозовим вугіллям, виготовленим із спалених паличок через брак олівців.

## Освіта
Після закінчення середньої школи Михайло Якович Антонюк вступив на кафедру монументального живопису Львівської національної академії мистецтв, (колишній Львівський інститут декоративно-ужиткового мистецтва). Він навчався у таких відомих світових художників, як Роман Юліанович Сельський (1903—1990), український та радянський живописець, педагог, професор та Почесний народний художник України (1989). Сельський був улюбленим професором Антонюка та його колегами. Роман Сельський прищепив своїм студентам всебічні мистецькі знання, викладаючи технічні дисципліни великих імпресіоністів: Поля Сезанна, Вінсента ван Гога, Анрі Матісса і Пабло Пікассо. Сельський відомий викладанням теорії кольорів, розкриваючи Гармонію (колір) на мальовничих полотнах Дієго Веласкеса, Пітера Пауля Рубенса, Клода Моне, Едуара Мане та Ежена Делакруа. Вивчення фундаментальної методології великих європейських колористів заклало основу творчих принципів Антонюка.

### Художня дисертація
- T.G. Shevchenko. 120x100, 1961,фанера, енкавстика.
- «Катерина»,  [Архівовано 21 листопада 2020 у Wayback Machine.] 120x100, 1961, полотно, олія. Дипломна робота була виконана у співпраці з Василем Товтіним[12].

## СРСР

### Україна
Михайло Антонюк закінчив Львівський державний інститут прикладного та декоративного мистецтва у 1961 р. З державними дозволами та грамотами. Йому дали різні перспективи монументального мистецтва у столиці України Києві. Крім того, хрущовська відлига створила привабливість для розвідки та освоєння величезних диких цілинських степів та цілинних земель. Найбільша міграція в радянській історії привернула наукові колективи, науковців та випускників з Москви, Ленінграда та Республіки України. Кампанія «Віргінські землі» призвела до великої міграції на початку 1960-х, яка представляла 15 різних республік Радянського Союзу, включаючи різні національності.

### Казахстан
У 1961 році в місто Акмолінськ (Казахстан) молоді інтелектуали з інститутів Москви, Ленінграда, України почали прибувати поїздами. Михайло Антонюк поселився серед просторої землі в Казахському Степу (Республіка Казахстан, колишній Радянський Союз). Михайло полюбив родючий край, повний диких тюльпанів і конюшинових степів. У 1962 році він вирішив залишитися працювати і віддавшись цьому новому світу. Антонюк розпочав серію картин, що зображують традиційний та кочовий спосіб життя, на яких представлені «Юрта свята», «Акасал», «Мати», «Фестиваль на озері Тенгіз» та «Натюрморт з рибою», 60х60, 1963, полотно, олія.
Зростання та будівництво міста спонукало до розвитку в Акмоли (колишня назва Астани) монументального декоративного мистецтва. Перетворення Акмолінська на Целіноград пройшло успішно завдяки відданості керівників проектів, містобудівників та продуктивних адміністраторів. Творчість Михайла Антонюка стала послугою естетичному декоративному розвитку земель Цілиноградських районів та сусідніх міст. У 1963 році Михайло Антонюк став одним із засновників Цілиноградського регіонального відділення Спілки художників Казахстану і був першим головою обласного відділення Спілки художників СРСР.

### 1969 рік
- Фіналіст міжнародної 7-ї виставки фотографії в Румунії. «Старий з Узбекистану», чорно-біла фотографія 100х200 см. (Присуджено 2-е місце)
- Участь у всесоюзній виставці в Москві.
- «Натюрморт з кактусом», 120х90, 1969, полотно, олія;
- «Мати», 85x85, полотно, олія, 1969 р.

### 1972 рік
- Завершена допомога мозаїкою «Друк і космос» на друкарні у Целінограді[18]. 8-місячний проект у співпраці з Василем Івановичем Товтіним. На замовлення уряду Казахстану як естетичний пам'ятник для прикраси міста.
- Виставка образотворчого мистецтва Казахстану, Алма-Ата.
- «Мангишлак», 150х140, 1972, Темпера на полотні.
- «Відбиття», 200х100, 1972 Темпера на полотні.
- «Відпустка» у суботу до Марокко, Франції та Куби.

### 1982 рік
- «Знаки Зодіаку», Палац весільних церемоній у місті Цілиноград[19]. Вітражі у Церемоніальному палаці[20]. Завершений в 1982 році, кожен модуль був виготовлений вручну. Має імпортне скло з білоруського Немана товщиною 25—30 мм[21]. Ця серія була обрамлена фактурою поверхні будівлі, яка відхиляла сонячне світло для посилення виразності. Техніка виконання: Скріплені склопакети розчином та металевою арматурою. Знесено в 1990 р.[22]
- «Пейзаж і натюрморт». Республіканська виставка, Алмати, Казахстан

### 1984 рік
- «Флора Казахстану» та «Промисловість», 4х6 метрів, Спільна робота між Михайлом Антонюком та Василем Івановичем Товтіним. Завершено в 1984 році в готелі «Абай», Астана (раніше відомий як «Турист» в місті Целіноград)[23].

## Останні роки
До 40-ї річниці Перемоги у Великій Вітчизняній війні Михайло Антонюк написав «Трагедію волинського села Кортелиси». (Україна). У 1986 році Михайла Антонюка вшанували у публікації біографії Івана Світича за 50-річчя. У 1992 році Михайлу Антонюку було присвоєно звання заслуженого артиста Республіки Казахстан. Захворів у 1993 році і згодом діагностували хворобу Паркінсона. Антонюк переніс інсульт і помер 14 квітня 1993 року у віці 58 років. Похований на міському кладовищі Сар'ярського району в Астані, Казахстан. У нього залишилися його діти, Оксана Антонюк (магістр архітектури, Нью-Йорк) та Ярослав Антонюк (художник, архітектор та дизайнер інтер'єрів, Астана).

## Спадщина
Михайло Якович Антонюк присвятив свою кар'єру монументальних творів націоналістичному захопленню Казахстаном. Історики мистецтва зосереджуються на тому, що його мистецтво відображає внутрішній світ Михайла та його думки. За словами Наталії Курпякової, заступника головного редактора журналу «Нива»,
…Мистецькі роботи Михайла з'явилися на державній службі соціальних потреб у будівництві, районних містах, радгоспах і колгоспах. Він був обраний членом СРСР і Казахської РСР, при Центральній ревізійній комісії Спілки художників. Чотирнадцять років працював головою Целіноградської спілки художників Казахстану. Йому присвоєно звання заслуженого художника Республіки Казахстан, мураліста, авангардистського радянського реалізму та Спілка художників з 1963 р."
Стіни його художньої студії густо вкриті полотном. Картини Михайла Антонюка знаходяться в Музеї сучасного мистецтва в Астані, Казахстан, крім приватних колекцій.

## Творчість

### 1967 рік
Кольорове фото Палацу Целинников. Автор: Антонюк М. Я., 1967 р.

### 1970 рік
«Агресія», 163х103, 1970, полотно, олія.

### 1971 рік
Виставка образотворчого мистецтва Казахстану, Целіноград.

### 1973 рік
- Монмартр, із серії «Париж», 100х70, 1973, Змішана техніка, Літографія.
- «Париж», 100х70, 1973, Змішана техніка, Літографія.
- «Трагедія волинського села Кортелиси в Україні», 200х100, 1985, темпера на полотні. Кортеліси — село в Україні, яке було зруйноване 23 вересня 1942 року Німеччиною під час вторгнення нацистів у Радянський Союз під час Другої світової війни. Вбито майже все населення — 2892 людини. Загалом було спалено 107 сіл, у тому числі Туличів, рідне село Михайла Яковича Антонюка.
- «Фестиваль на озері Тенгіз», 160х150, 1973, темпера, полотно.

### 1974 рік
- Тур по Отіуму Угорщиною та Чехословаччиною.
- Пересувна виставка Спілки художників СРСР у Казахстані.
- «Цукровий очерет», 90х90, 1974, полотно, олія.

### 1975 рік
- Іван Фоміч Світич вступив до Спілки художників,[28] оскільки Михайло Антонюк був організатором та головою Спілки художників колишньої Радянської Союзної республіки Казахстан.
- Творча подорож Кримом.

### 1976 рік
- «На свято» 160х160, 1976 р., Темпера на полотні.
- «Dastarkhān», 170x115, 1976, темпера на полотні.
- «Святочна юрта», 40х47, 1976, туш, графіка, офорт.
- «Юрти», 75x70, 1976, чорнило, графіка, офорт.[29][30]

### 1977 рік
- «Старий Акасал», 50х70, 1977, фломастер.

### 1980 рік
«Золотий степ», 1980 р., 7х9 метрів, керамічна мозаїка. Введено в експлуатацію для Будинку культури, що знаходиться у Воздвиженському, Казахстан. Вшанування класичного та фольклорного композитора Курмангази Сагирбаєва.

### 1981 рік
«Віктор Яра», 140х100, 1981 р., Темпера, полотно.

### 1985 рік
«Трагедія волинського села Кортелиси в Україні», 200х100, 1985, темпера на полотні.